# Balti (étel)
A balti vagy bāltī gosht (hindiül: बाल्टी गोश्त) egy olyan fajta curry, amit egy "balti tálkának" nevezett, vékony acél wokban szoktak felszolgálni. Maga a név valószínűleg a fémedényből származik, amiben főzik, nem pedig egy specifikus alapanyagból vagy főzési technikából. A Balti curry-ket ghi helyett inkább növényi olajat használva, gyorsan főzik meg, magas tűz fölött keverve-sütve, a húst csontról leszedve. Ez a kombináció élesen különbözik a tradicionális one-pot indiai curryktől, amiket lassú tűzön párolunk, egész nap. A Balti szósz fokhagymán és hagymán alapszik, kurkumával és garam masala fűszerrel, illetve egyéb fűszerekkel ízesíthetjük.
Balti gosht-ot főleg Észak Indiában és Pakisztán egyes területein szoktak enni, de előfordul más országokban is, mint például Nagy-Britanniában. Az étel valószínűleg 1971-ben érkezett Angliába, Birminghambe, a források úgy tartják, hogy esetleg Baltisztánból, Pakisztán északi régiójából, de a pontos eredet még mindig kérdéses.

## Eredet, történet és etimológia
Balti, mint étel egy acélból vagy vasból készült edény után kapta a nevét, amiben főzik, hasonlóan a karahihoz, ami szintúgy ebből a régióbolt származik. A szó maga megtalálható a hindusztáni, az odia és a Bengáli nyelvben, melyekben vödröt jelent. A szó a portugál balde terminusból fejlődött ki, mely szintén vödröt jelent, és valószínűleg innen jutott el az Indiai szubkontinensre a portugál hajós vállalkozások által, a korai 16. században. A szó valószínűleg a Brit India ideje alatt került bele a nyelvbe.
Pat Chapman, a gasztronómiai történész szerint a szó eredete visszavezethető baltistáni területre, ami a Kasmír régió északi része, ahol egy öntöttvas wokot használtak a főzéshez, ami hasonlít a kínai wokhoz. A Curry Club Balti Curry Cookbook könyvében Chapman az alábbit állítja:
| (angolul) "The balti pan is a round-bottomed, wok-like heavy cast-iron dish with two handles. ... The origins of Balti cooking are wide ranging and owe as much to China (with a slight resemblance to the spicy cooking of Szechuan) and Tibet, as well as to the ancestry of the Mirpuris, the tastes of the Moghul emperors, the aromatic spices of Kashmir, and the 'winter foods' of lands high in the mountains." " | (magyarul)„A balti főzőedény egy kerek aljú, wok szerű, nehéz öntöttvas edény, két fogantyúval. … A balti konyha eredete széleskörű, ami ugyanannyit köszönhet Kínának (kis hasonlóság van közte és az erős fűszerezésű szechuáni konyha között) és a tibeti konyhának, valamint Mirpul őseinek, a Moghul császári konyhának, a kasmiri illatos fűszereknek és a magas hegyi földek 'téli ételeinek'. ” |
| – Pat Chapman | |

Azonban, Colleen Taylor Sen azt állítja, hogy a balti gosht eredete nem világos, mivel az étel, amit Baltisztánban esznek "semmiben nem hasonlít" a balti gosht-ra. Ezért lehetséges, hogy az étel nevének eredete oda vezethető vissza, hogy a bāltī gosht-ot egy olyan edényben főzik, ami hasonlít a baltī-ra, ami a vödör megjelölésére szolgáló hindusztáni szó.

## Balti házak

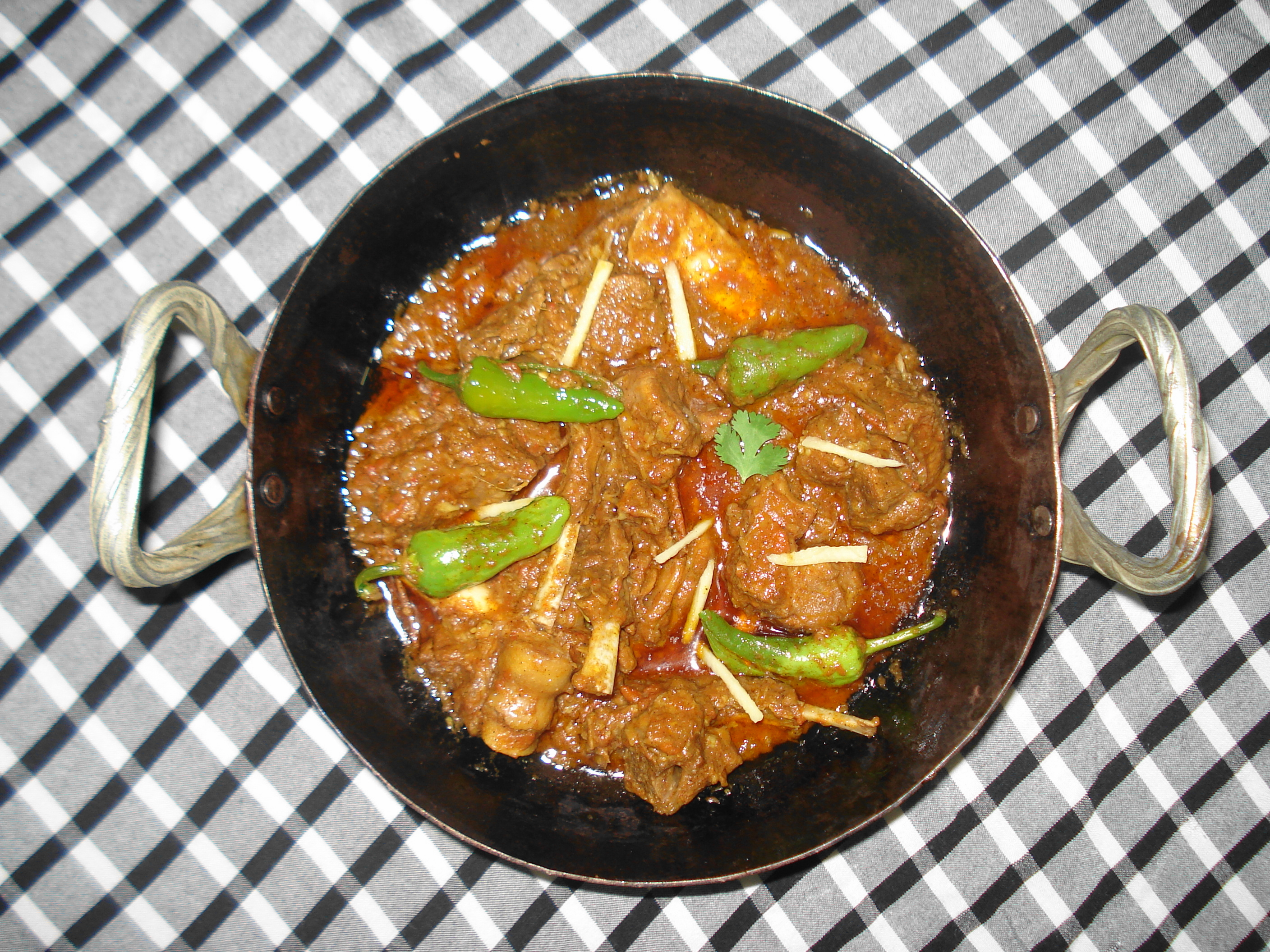
Balti gosht Pakisztánban

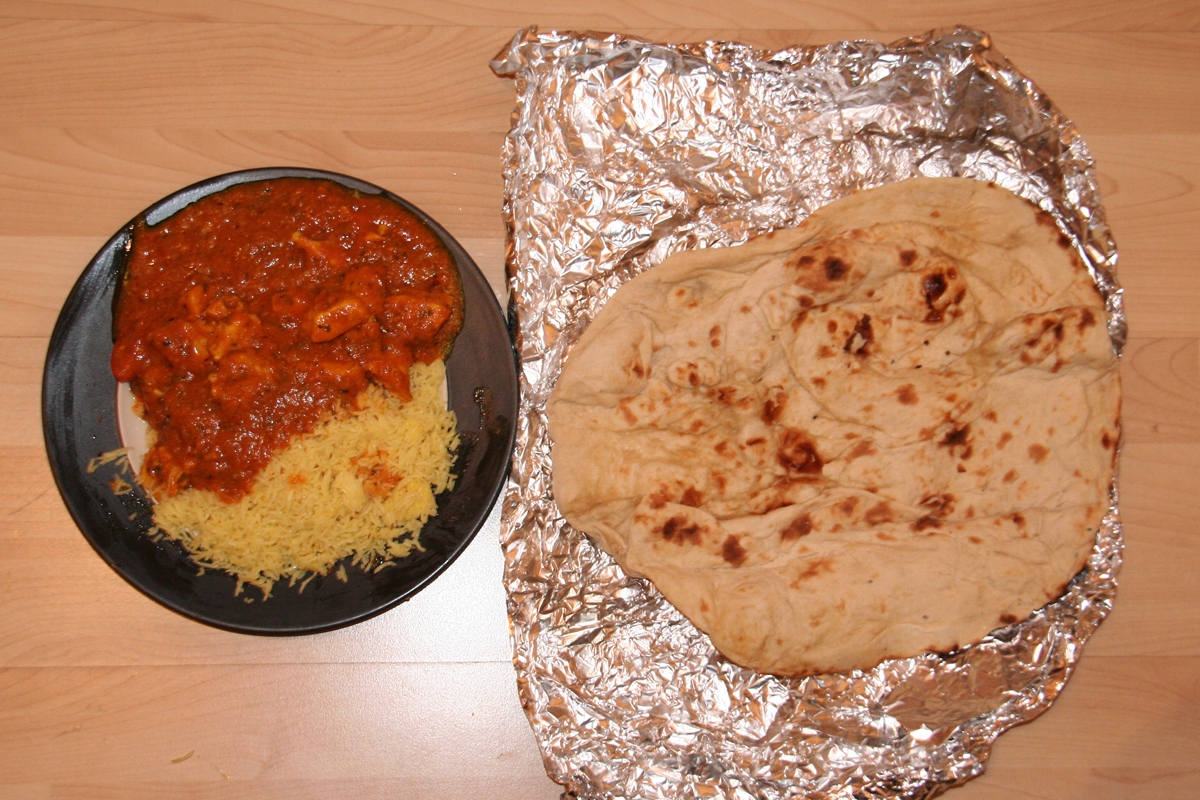
Balti csirke rízzsel és Naan kenyérrel Edinburghben, Skócia

A Balti éttermeket Birminghamben "balti Házaknak" is szokás hívni ('balti houses'). Balti házak általában egy nagy karack naan kenyér darabot kínálnak, egy egész asztal számára.
A balti házak eredetileg a Sparkhill és Moseley közötti fő út mentén, valamint mögött voltak csoportosulva, Birmingham város centrumától délre. Ezt a területet, ami a Ladypool Road-ból, Stoney Lane-ből, és Stratford Road-ból áll, amit "Balti Háromszögnek" ('Balti Triangle') szokás nevezni, amiben a mai napig is nagy tömörülésben találhatók balti éttermek.2005 július 28-án egy tornádó a háromszög épületeiben óriási károkat okozott, ami számos éttermet bezárásra kényszerített, de legtöbbjük 2006 kezdetére újranyitott.
Manapság Balti éttermeket nemcsak a háromszögnél lehet találni, hanem Birminghamtől délre is, a Pershore Rd mentén Stirchleybenben, illetve a Birminghamtől nyugatra fekvő Stourbridge közelében található Lye-ban is, ahol megannyi étterem sokasága található a High Street mentén, amit 'Balti Mile'-nak is szokás nevezni.
Az étel és annak tálalásának stílusa nagyon nagy népszerűségre tett szert a 80-as években, és ez a népszerűség a 90-es évekre csak tovább fokozódott. Folyamatosan új éttermek nyíltak West Midlands megyében, és ezután Britannia nagy részén is. A kiterjedt curry kereskedelem Nagy-Britanniában mára már évente 4 milliárd fontot tesz ki.
Nagy-Britannián kívül még Írországban található néhány balti ház, illetve más angol nyelvi országokban, mint például Új-Zélandon és Ausztráliában.
A 90-es évek vége óta az angol szupermarketek egyre nagyobb mennyiségben árulnak egyre nagyobb választékú előre csomagolt balti ételeket, és azóta a balti étteremszektor egyre fokozódó versenyhelyzetben áll a kiskereskedelmi szektorral (helyi éttermek), illetve az emberek ízlésének változásával, illetve más tradicionális dél-ázsiai és indiai éttermekkel.

## Fordítás
Ez a szócikk részben vagy egészben  a   Balti (food) című angol Wikipédia-szócikk fordításán alapul.  Az eredeti cikk szerkesztőit annak laptörténete sorolja fel. Ez a jelzés csupán a megfogalmazás eredetét és a szerzői jogokat jelzi, nem szolgál a cikkben szereplő információk forrásmegjelöléseként.